# Filsum
Filsum – miejscowość i gmina w Niemczech, w kraju związkowym Dolna Saksonia, w powiecie Leer, siedziba gminy zbiorowej Jümme.

## Dzielnice
- Ammersum
- Brückenfehn
- Busboomsfehn
- Lammertsfehn
- Stallbrüggerfeld